# Funivia

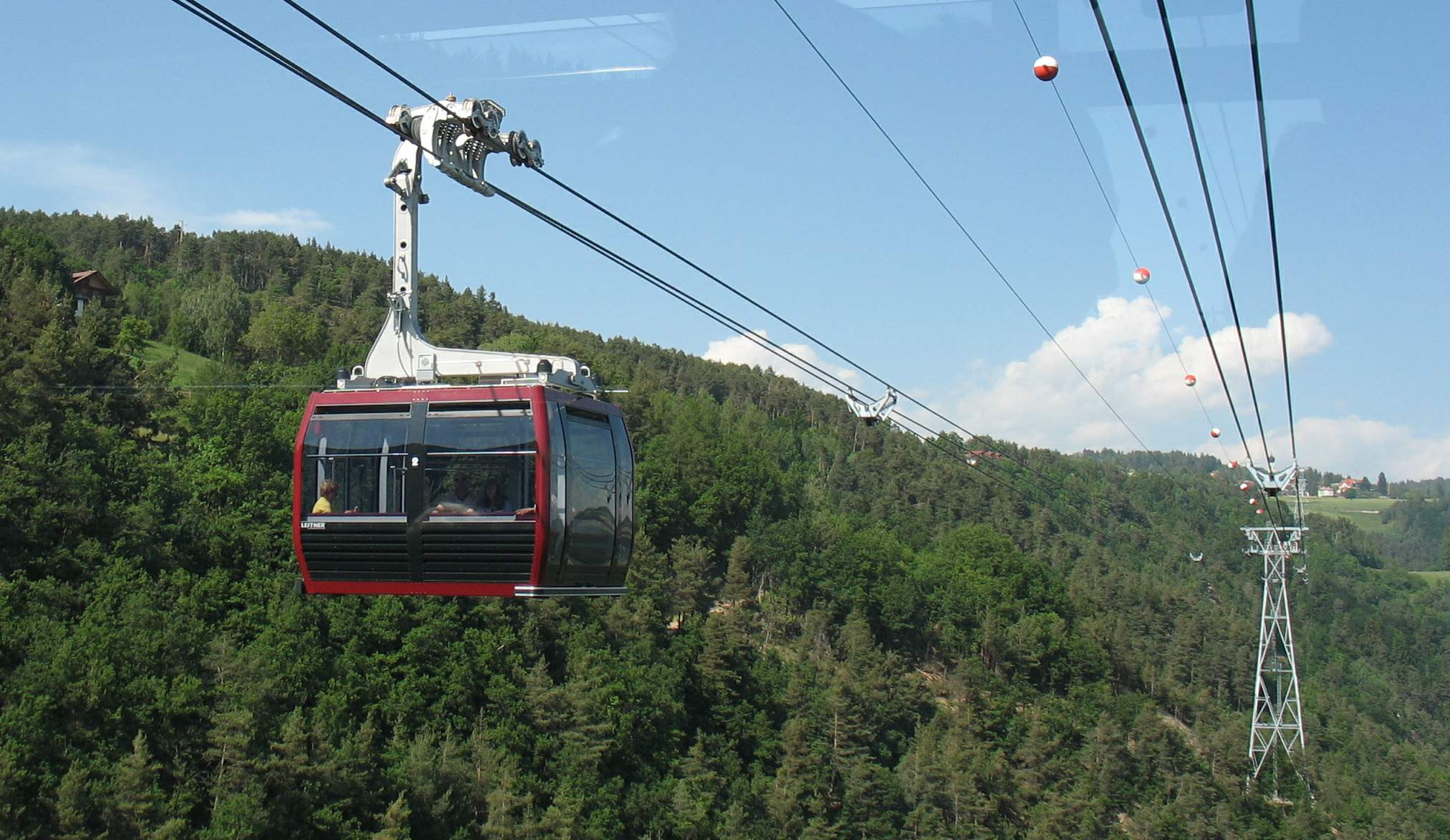
La funivia del Renon in Italia

Una funivia è un tipo di mezzo di trasporto a fune, finalizzato al trasporto di persone o cose, i cui veicoli, costituiti da cabine o piattaforme, risultano sospesi a una fune e vengono trainati da un'altra fune. Le funivie sono utilizzate soprattutto per il trasporto di sciatori per permettere di superare in poco tempo dislivelli anche notevoli, ma esistono numerosi esempi di installazioni a sviluppo pianeggiante o misto, sopra corsi d'acqua o in aree urbane.
Gli impianti per il solo trasporto di merci prendono il nome di teleferica; fra i personaggi legati al loro sviluppo si ricorda l'ingegnere Fleeming Jenkin. In cave o strutture simili possono trovare realizzazione i blondin, dove il carico e lo scarico di quanto trasportato avviene in maniera automatica o semi-automatica.
Per le loro caratteristiche di alta efficienza energetica, relativamente basso impatto ambientale e grazie al miglioramento dei materiali utilizzabili, sia metallici sia sintetici, oltre all'avvento dell'elettronica, le funivie stanno conoscendo un poderoso sviluppo non solo come classici impianti di risalita ma anche per utilizzi diversi, fra cui il trasporto urbano.

## Storia

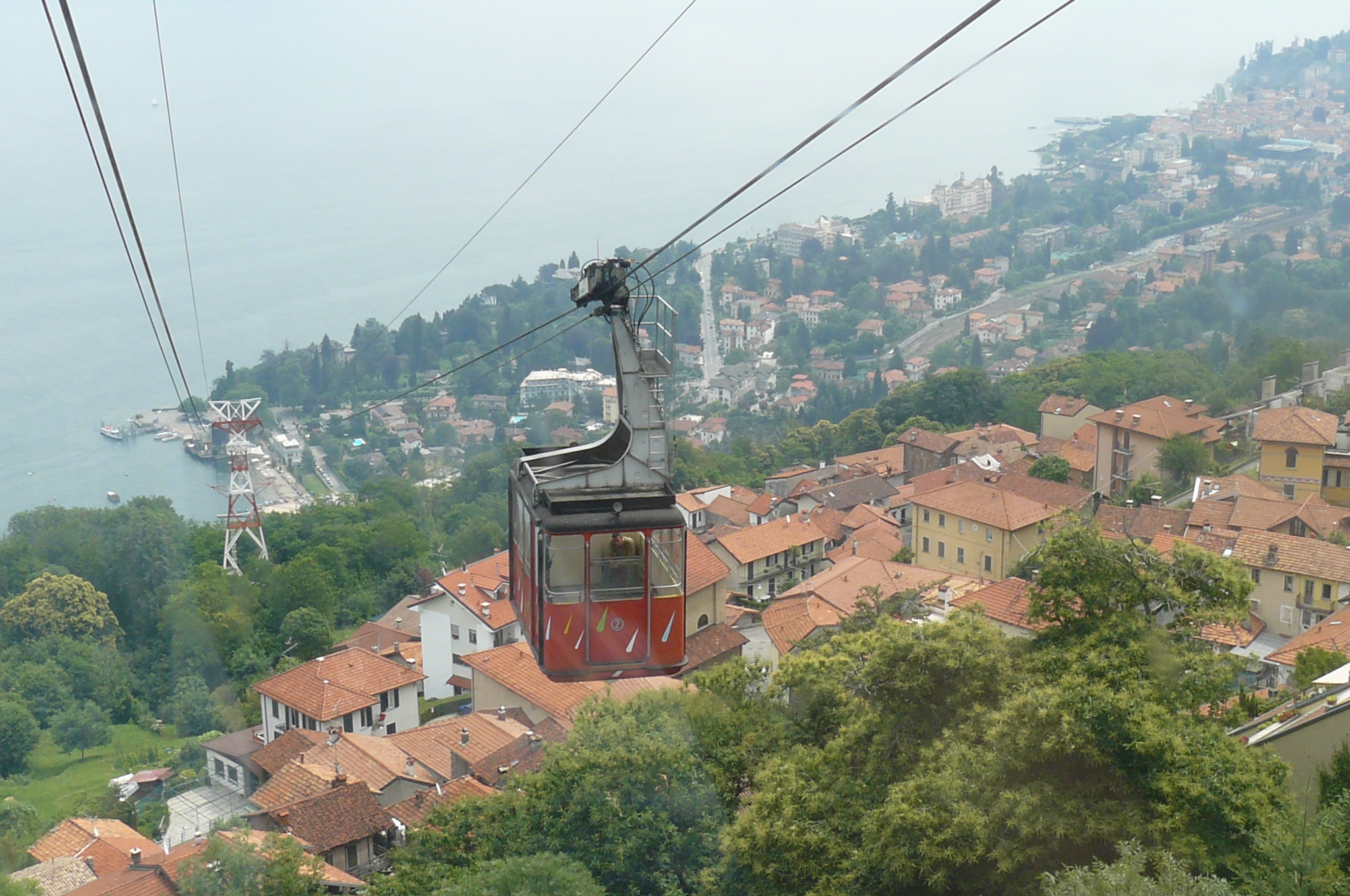
La funivia Stresa-Alpino-Mottarone in Italia

L'utilizzo di funi (sia metalliche che di altri materiali, anche vegetali) per sostenere una gabbia, un cesto o simili e poterli così muovere con facilità, cioè con minimo attrito, ma soprattutto per superare avvallamenti e corsi d'acqua, si perde nella notte dei tempi. Solo nel XVIII secolo si hanno le prime documentazioni di realizzazioni stabili e in esercizio regolare.
Nel XIX secolo le ferrovie venivano talvolta trascinate da una fune lungo le pendenze: la fune veniva agganciata nella stazione a valle e sganciata a monte oppure veniva utilizzato un veicolo di spinta vincolato alla fune. Esempio di questi impianti sono la Steilrampe Erkrath-Hochdahl nella regione della Renania, in Germania, in esercizio dal 1839 al 1929, e la "trenovia" di Trieste, nota come Tranvia di Opicina.
Nel 1907 fu aperta a San Sebastián (Monte Ulia) la prima funivia per il trasporto di persone, progettata dall'ingegnere spagnolo Leonardo Torres y Quevedo e dismessa nell'agosto del 1912. Nel 1908 fu aperto a Bolzano il primo impianto per passeggeri dell'Europa Centrale: si tratta della funivia del Colle (Kohlererbahn), ancora in servizio.
Nel 1938 fu inaugurata la funivia sul Monte Terminillo che in soli 3 minuti consentiva di raggiungere Monte Terminilluccio (1.864 m) partendo da Pian de Valli (1.650 m). La funivia è tuttora esistente. Del 1966 è il primo impianto della Funivia dell'Etna, la prima su un vulcano attivo, nonché l'unica a costante minaccia di ricostruzione: essa è stata ricostruita a seguito delle eruzioni del 1971, del 1983, del 1985, del 1990 e degli anni 2001-2002.
Nel 1979 fu inaugurata a Zermatt la funivia del Klein Matterhorn, a 3 883 metri, ed è il più alto punto di vista d'Europa, mentre la funivia più alta al mondo (4 765 m), nonché la più lunga (12,5 km), è la Funivia di Mérida (Venezuela), nel parco nazionale Sierra Nevada de Mérida, che collegava la città di Mérida con il Pico Espejo.

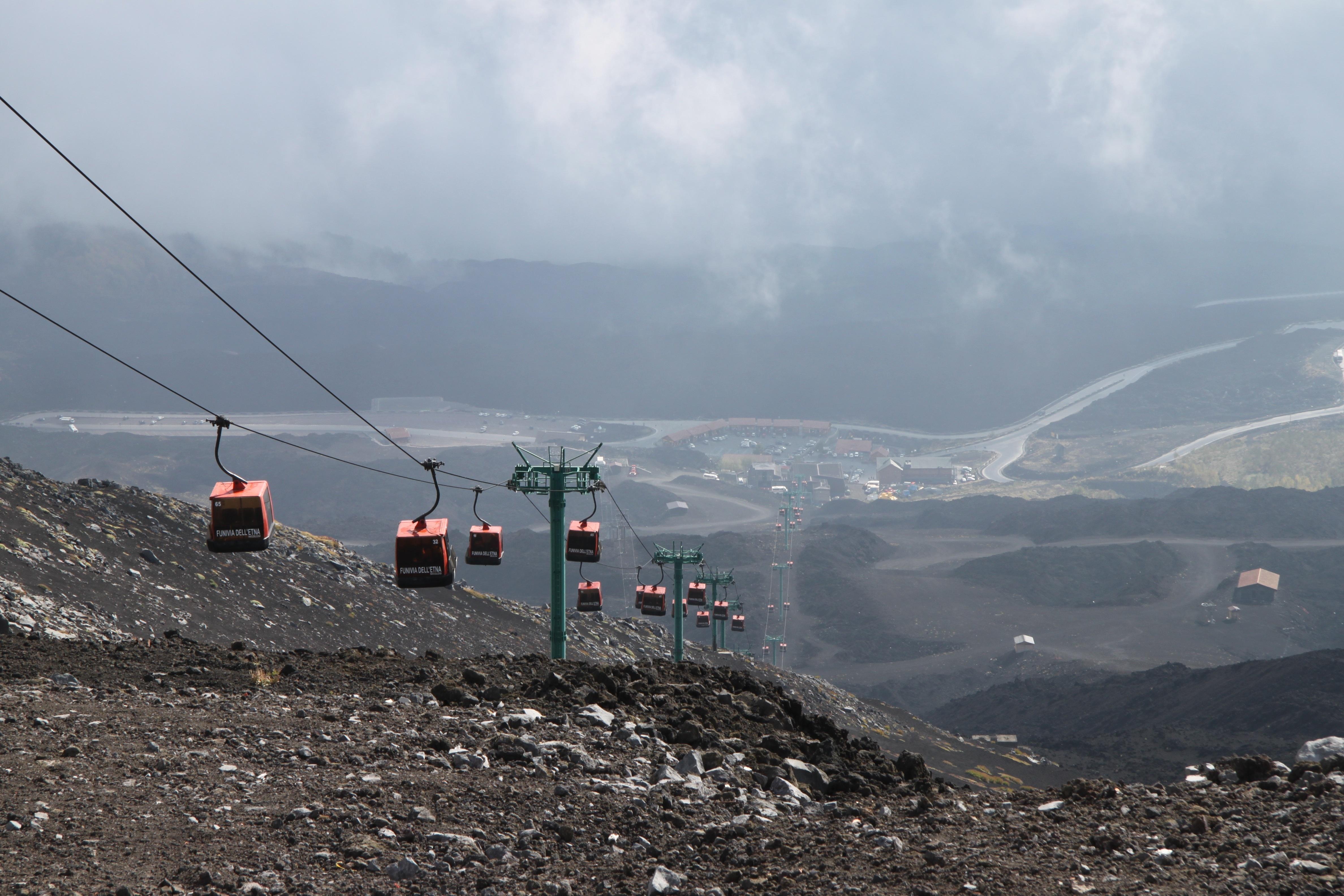
Funivia dell'Etna

Tra i pionieri delle tecniche funiviarie moderne si ricorda l'ingegnere altoatesino Luis Zuegg, nativo di Lana e fondatore della ditta Hölzl, ora Doppelmayr Italia, nonché l'ingegnere tedesco Adolf Bleichert di Lipsia (Sassonia), ispiratore del sistema moderno delle funivie e fondatore della Adolf Bleichert & Co., una delle più grande aziende di costruzioni di funivie del mondo nel XX. secolo.
Negli anni novanta si è giunti a una forte concentrazione di costruttori di funivie. Oggi il mercato mondiale è dominato dalle aziende Doppelmayr e Leitner.
La costruzione della funivia con la sezione aerea più lunga è terminata il 16 ottobre 2010 in Armenia, questa funivia si chiama Ali di Tatev ed è costituita da una singola sezione di 5,7 chilometri.

## Struttura

### Tipologie

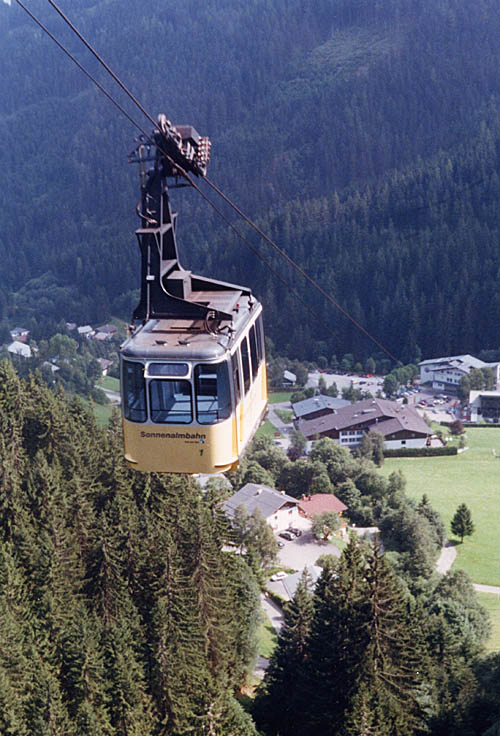
Funivia austriaca a Zell am See.

Gli impianti si dividono in tre grandi famiglie: 
- a va' e vieni: due cabine sono vincolate agli estremi opposti della fune traente. Si muovono, quindi, contemporaneamente, realizzando un movimento a spola fra le stazioni estreme e si incrociano a metà percorso.
- a movimento continuo: una fune chiusa ad anello fra le stazioni estreme scorre ininterrottamente, trainando un numero variabile di vetture che possono essere vincolate stabilmente alla traente oppure venire staccate mediante un sistema di agganciamento automatico che permette così il rallentamento o la sosta nelle stazioni. A questa appartengono le cabinovie, le seggiovie e simili.
- a movimento parallelo: con la denominazione commerciale Funifor sono composte, per ogni via di corsa, da due funi portanti piuttosto distanziate fra loro e da un anello trattivo al quale le cabine non sono vincolate. Un sistema di pulegge posto sul tetto, "opponendo" le direzioni di scorrimento della fune, imprime il movimento alla vettura. Peculiare è la possibilità di muovere singolarmente ogni traente, permettendo così un eventuale esercizio appunto parallelo.

### Le funi

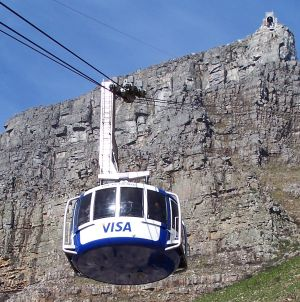
Altra funivia in Sudafrica.

Alla base del sistema si trovano le funi, in numero variabile, con specifiche definizioni e relativi compiti: 
- portante: normalmente ferma rispetto ai veicoli, sostiene il carico dei veicoli costituendo così la via di corsa degli stessi;
- traente: realizza il movimento dei veicoli tirandoli lungo la portante; ad essa sono vincolati i veicoli e costituisce l'intero o parte del cosiddetto anello trattivo;
- di zavorra: nelle funivie con due veicoli rappresenta la chiusura sulla parte bassa dell'anello trattivo e serve principalmente a tenere in tensione la traente; su impianti con tracciato pianeggiante (anche solo parzialmente), funge anche da traente;
- di soccorso: fune chiusa ad anello, tesa fra le stazioni estreme, atta a movimentare i carrelli di soccorso in caso di necessità.

Il numero, la funzione e le caratteristiche possono variare in base alle necessità locali o di progettazione. Ad esempio una sola fune può fungere contemporaneamente da portante e traente oppure possono essere presenti due funi portanti. In passato furono realizzati impianti con doppie funi traenti.
Le funi portanti sono normalmente del tipo "chiuso", con la superficie esterna liscia per favorire lo scorrimento dei carrelli dei veicoli, mentre le altre possono presentare profili diversi. 
Le funi ad anello vengono chiuse mediante un procedimento di impalmatura.

### Altre caratteristiche

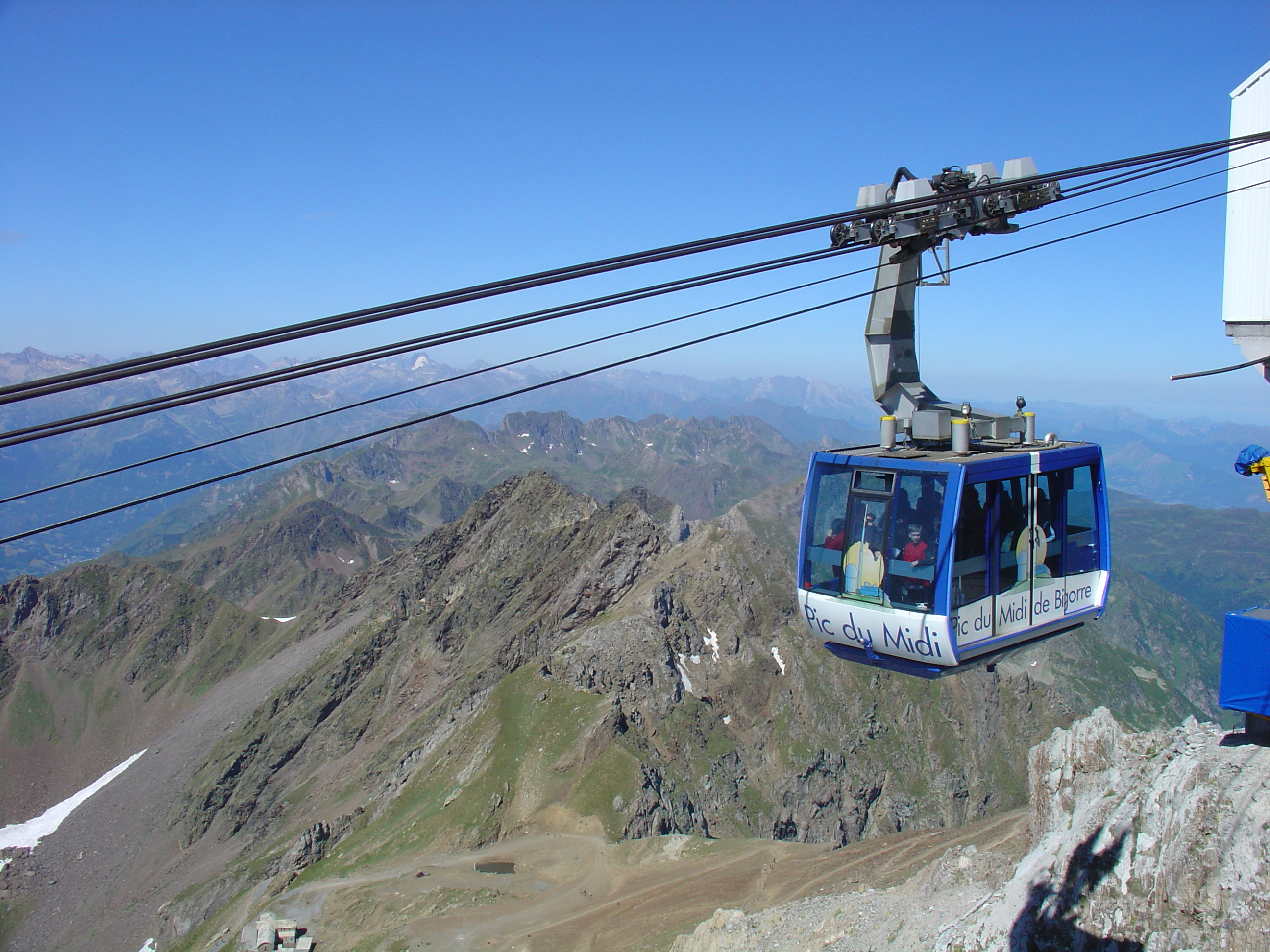
Funivia del Pic du Midi.

Il tracciato si svolge fra due stazioni estreme e talvolta una o più intermedie fra le quali sono tese le funi portanti. Solitamente nella stazione a monte sono installati i macchinari per la movimentazione delle funi traente e di soccorso mediante argano e motore elettrico, le relative apparecchiature di controllo nonché gli ancoraggi delle portanti.
Nella stazione a valle (detta anche "di rinvio" o "di tensione") sono situati i meccanismi per mantenere in tensione tutte le funi mediante adeguati contrappesi o, raramente, tenditori idraulici. Dovendo permettere alle funi di zavorra e soccorso di scorrere, la relativa tesatura avviene con una puleggia a sua volta agganciata al relativo contrappeso.
Gli impianti possono essere a campata unica (le funi sono tese direttamente fra le stazioni estreme) oppure richiedere uno o più sostegni intermedi, necessari a superare le irregolarità del terreno che si frappongono fra le stazioni. Questi ultimi sono dotati di scarpe per la fune portante e rulliere per lo scorrimento della traente e di soccorso.
La capienza delle cabine per passeggeri può variare da poche unità a ben oltre cento.
Anche nelle funivie dotate di una sola cabina, per ragioni di risparmio sui costi di esercizio e manutenzione, è quasi sempre necessario un veicolo di zavorra per compensare massa e comportamento dinamico.
Le funivie a due cabine e a forte pendenza possono sfruttare un sistema denominato jig-back il quale, sfruttando la forza peso agente sulla cabina in discesa, agevola la salita dell'altra, riducendo così notevolmente l'energia necessaria. Una simile soluzione viene utilizzata nelle funicolari.

## Particolarità e impianti diversi
Nella ferrovia sospesa i veicoli viaggiano sospesi a una rotaia aerea. 

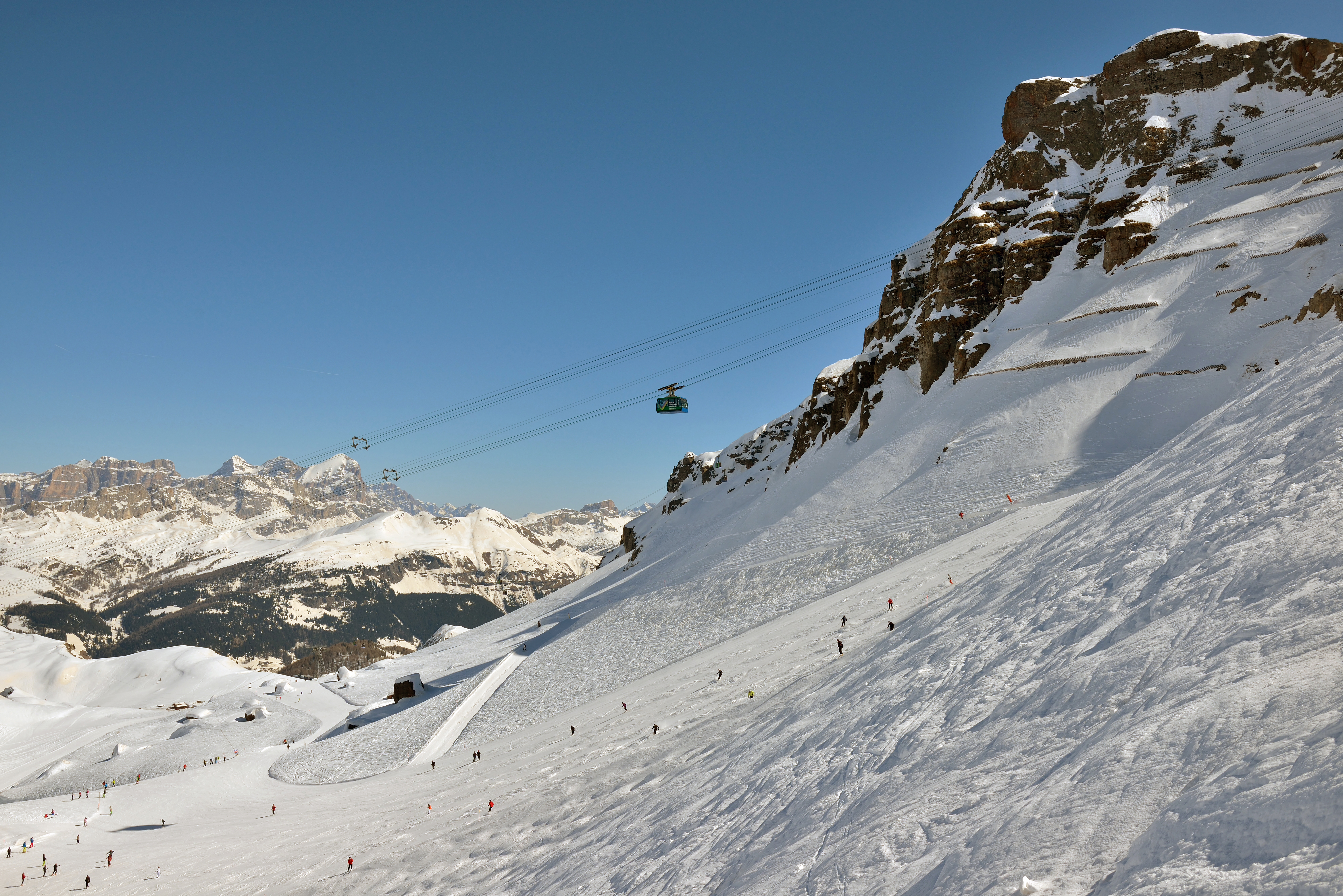
Funifor da Arabba a Porta Vescovo

## Costruttori
Nel XX secolo figuravano tra le imprese pionieristiche nella costruzione del sistema moderno delle funivie aeree le società tedesche: la Adolf Bleichert & Co. di Lipsia, la Ernst Heckel di Saarbrücken e la Julius Pohlig di Colonia, tutte e tre fusesi nel 1962 nella PHB Pohlig-Heckel-Bleichert Vereinigte Maschinenfabriken AG di Colonia e appartenente al gruppo ARBED, poi divenuta parte del gruppo ThyssenKrupp AG, ma infine il ramo industriale "costruzioni funevie aeree" fu chiuso nel 1994, ossia la documentazione tecnica ceduta alla Doppelmayr.
I principali costruttori mondiali oggi si riconducono a due gruppi multinazionali: l'italiana Leitner di Vipiteno (BZ) ed il gruppo austriaco-svizzero Doppelmayr/Garaventa.
Le svizzere Von Roll Ltd. e Garaventa sono state acquistate dalla multinazionale Doppelmayr, la francese Poma dal gruppo Leitner.
In Italia ricordiamo anche la Ceretti & Tanfani di Milano, l'Agudio di Torino (dal 2002 nel gruppo Leitner), la Hoelzl (nel settore delle funivie a va' e vieni) e la Agamatic (nel ramo degli agganciamenti automatici), entrambe di Lana d'Adige, ora divenute Doppelmayr Italia.
Operano inoltre numerose ditte di componentistica per la realizzazione e posa di funi, cabine, equipaggiamenti elettrici ed elettronici e apparecchiature varie.

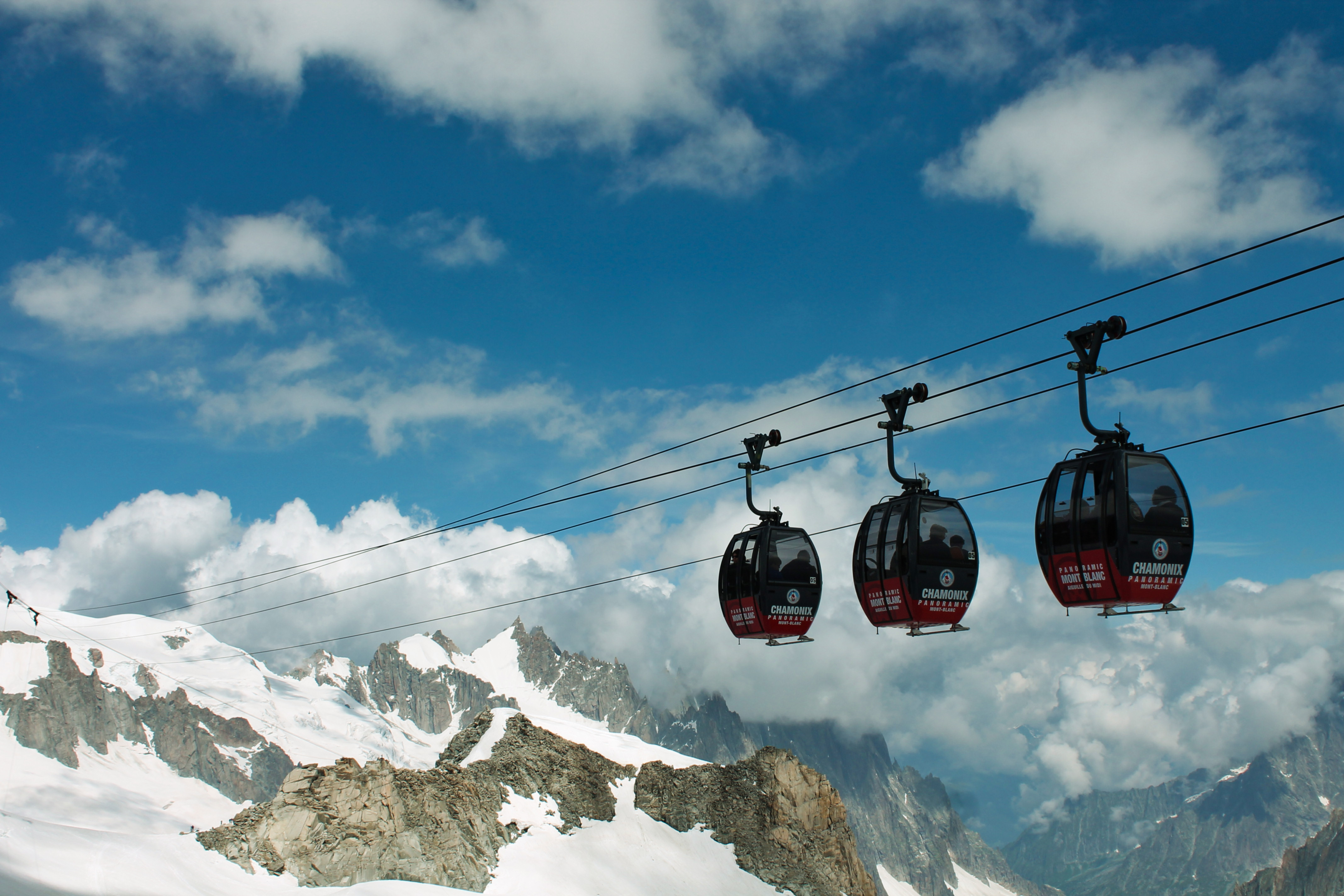
La funivia dei Ghiacciai che collega Courmayeur e Chamonix

## Funivie nel mondo

### Africa

#### Sudafrica
- Table Mountain ha un pavimento rotante che trasporta passeggeri da e per la cima della montagna.

### Americhe

#### Brasile
- Una funivia aerea molto famosa è presente a Rio de Janeiro. È al momento composta da due sistemi di cabine aeree separate, una che va dal livello della città fino alla cima del Morro de Urca (dove esisteva un tempo un famoso casinò) e una seconda che va dalla collina alla cima del Pan di Zucchero. Quest'ultima è apparsa nel film di James Bond Moonraker.

#### Canada
- Sulphur Mountain Gondola fino alla sommità della Sulphur Mountain, vicino a Banff, Alberta. (gondola)
- Grouse Mountain a Vancouver, Columbia Britannica, ha due funivie parallele che collegano la montagna, la seconda più recente per poter ospitare più atleti in occasione dei XXI Giochi olimpici invernali.
- Hells Gate Airtram[4]  attraversa una parte stretta del canyon del Fraser River conosciuto come "Hells Gate".
- Jasper Tramway[5]  fino alla sommità dei Whistlers, vicino a Jasper, Alberta.
- Spanish Aerocar[6]  sulle Whirlpool Rapids alle Cascate del Niagara.

#### Colombia
- A Bogotà si può usare una funivia per andare dal livello cittadino (2962 m sopra il livello del mare) fino alla cima del Colle di Monserrate (3152 m). Fu costruita nel 1955 e ha due cabine per 40 passeggeri ciascuna. Il tragitto di 880 m è percorribile in 7 minuti, con una vista spettacolare sul centro della città. Sulla cima c'è un recinto sacro in una chiesa, un raffinato ristorante ed attrazioni turistiche minori.
- Nel Parque Nacional del Café di Montenegro, nel dipartimento di Quindío, c'è una funivia turistica che oscilla sopra al parco.
- A Medellín c'è un sistema di funivia aerea (Metrocable) usata per il trasporto pubblico nelle aree impervie di montagna. Il sistema è interconnesso con il sistema ferroviario metropolitano (Metro de Medellín).

#### Stati Uniti
- Alyeska Ski Resort in Alaska
- Il Tram di Cannon Mountain a Franconia (New Hampshire).
- La funivia di El Paso (Texas) sale le Montagne di Franklin Mountains come parte integrante del sistema del Parco dello Stato del Texas.
- La località sciistica di Jay Peak a Jay (Vermont). Costruita nel 1967 da Von Roll in Svizzera: le cabine furono sostituite nel 2000.
- La Palm Springs Aerial Tramway di Palm Springs (California), che trasporta passeggeri fino alla cima di San Jacinto.
- La Roosevelt Island Tramway, di Manhattan, di New York, negli Stati Uniti, è un'attrazione turistica come l'unica altra funivia aerea del Nord America specifica sostanzialmente per pendolari. Portland (Oregon) sta costruendo la Portland Aerial Tram anche per i pendolari.
- La Sandia Peak Tramway di Albuquerque (Nuovo Messico) è la funivia a tratto singolo più lunga del mondo.
- La funivia di Snowbird (Utah), un'altra località sciistica ed estiva vicino a Salt Lake City.
- A Squaw Valley, una località sciistica, in California, negli USA la funivia aerea porta gli sciatori dalla base alla cima delle montagne.
- Il sistema di risalita a Stone Mountain, vicino ad Atlanta.
- La funivia a Teton Village (Wyoming) ha uno scarto di elevazione di più di 1 km.

#### Venezuela
- La funivia di Mérida si distingue per essere la più alta del mondo a un'altezza di 4765 m, oltre a essere anche la più lunga (15 km). Si estende sulla spettacolare area di parco nazionale chiamata Sierra Nevada de Mérida e collega la città di Mérida con le alture circostanti, terminando nella sommità del Pico Espejo.
- L'Ávila Cable Car, di Caracas, costruita nel 1957 dalla PHB e ricostruita all'inizio degli anni novanta da Doppelmayr e reinaugurata nel 2000, è una delle più moderne del mondo. La funivia sale dai 1000 fino ai 2100 m nel Parco Ávila Mágica e nell'Hotel Humbolt. La cabinovia 3S originaria ha una seconda linea che collegava la città di La Guaira dall'altra parte del Monte Ávila, ancora esistente ma in completo abbandono; la gestione della funivia sta attualmente progettando il ripristino della linea con una cabinovia monofune.

### Asia

#### Cina
- A Chongqing una funivia aerea fornisce un servizio di trasporto attraverso il fiume Yangtse. La funivia è lunga 740 m e opera ad una velocità di 8 m/s. Ogni cabina può portare un massimo di 45 passeggeri con una capacità totale designata di 900 passeggeri all'ora in ogni direzione.

#### India
- Gangtok – Una funivia è operativa nella città di Gangtok, nell'Himalaya orientale. La funivia trasporta turisti da una parte all'altra della città.
- Phelagham – in questa località sciistica nel Jammu - Kashmir, le funivie trasportano passeggeri lungo i pendii per l'impianto sciistico.

#### Iran
- La funivia aerea di Namakabrood, nella regione iraniana di Mazandaran parte a livello del mare vicino alle rive del Mar Caspio e finisce sulla cima delle alture dell'Alborz attraversando un'area densamente boschiva nell'Iran settentrionale.
- La funivia di Ganjnameh nella provincia iraniana di Hamedan è situata in un sito archeologico dell'era sasanide.

#### Israele
- La funivia di Masada trasporta visitatori da ben al di sotto del livello del mare fino al terrapieno da cui si possono osservare le rovine dell'antica cittadella ebraica. L'unico altro modo per salire è un sentiero tortuoso.
- La funivia di Rosh Hanikra porta visitatori giù alle grotte scavate dal Mar Mediterraneo.
- La funivia della Stella Maris a Haifa trasporta persone dalla costa mediterranea fino alla cima del Monte Carmelo.
- La funivia di Manara trasporta persone da Kiryat Shmona fino al Kibbutz di Manara sulla cima delle rupi di Manara.

#### Giappone
- La funivia aerea di Katsuragi, vicino a Nara è lunga 1421 m con un gradiente di 30,5 gradi e una capacità di 15 persone. Trasporta passeggeri fino alla cima del Monte Katsuragi per fare l'esperienza di vedute di 360 gradi della città di Nara e di Osaka.

#### Malesia
- La Genting Skyway, che collega Gothong Jaya con la località sulla cima della collina di Genting Highlands è la funivia più veloce dell'Asia, con una velocità di 6 m/s.
- La Awana skyway collega il locale Awana Country con la località sulla cima della collina di Genting Highlands.

#### Singapore
- La funivia di Singapore[7]  collega il Mount Faber con l'isola di Sentosa; è interessante notare che ha una fermata intermedia ed è stata la prima nel mondo ad attraversare una rada.

#### Corea del Sud
- Funivia di Namsan, Seul.

### Europa

#### Armenia
La funivia di Tatev è stata inaugurata il 16 ottobre 2010. È una funivia a va' e vieni a sezione unica, lunga 5750 metri. Ha due cabine che possono portare ciascuna fino a 25 passeggeri. La funivia viaggia ad una velocità di 37 chilometri all'ora e un viaggio di sola andata dura 11 minuti.

#### Austria
La funivia di Zell am See nelle Alpi austriache non è che una delle 55 funivie aeree, gondole e seggiovie solo in questa località. Funivie di tutti i tipi portano una cifra di passeggeri stimata fra i 500 e i 500 milioni all'anno.

#### Francia

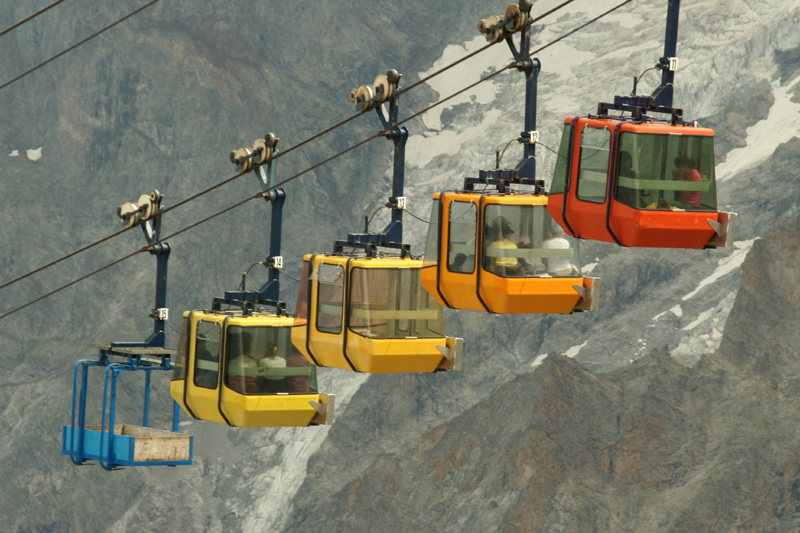
Funivia di La Grave

- La Téléphérique de l'Aiguille du Midi, aperta nel 1955, può portare 75 passeggeri nella prima sezione e 65 passeggeri nella seconda. Parte a Chamonix all'altezza di 1030 m fino a Plan de l'Aiguille a 2317 m per la prima sezione. La seconda sezione arriva alla cima dell'Aiguille du Midi in una stazione a 3840 m di altezza. È la seconda funivia più alta d'Europa dopo quella del Piccolo Cervino.
- La Vanoise Express, aperta nel dicembre del 2003 ad un costo di 15 milioni di euro è una funivia a due piani per 200 passeggeri in ogni veicolo. Si estende sulla gola di Ponturin ad un'altezza di 380 m (400 m di lunghezza) dal terreno collegando le località di La Plagne e di Les Arcs in quattro minuti per formare la località sciistica di Paradiski. Le sue due cabine circolano eccezionalmente indipendenti l'una dall'altra su cavi separati.[8]
- La Funivia di Grenoble Bastille, una funivia urbana aperta nel 1934.

#### Germania
- La Eibsee Seilbahn, che permette di vistare la montagna più alte della Germania, Zugspitze. È presente anche una ferrovia a cremagliera fino allo Zugspitze.
- La Tegelbergbahn, o Tegelbahn, vicino a Schwangau in Baviera in un bellissimo scenario alpino.
- La Kölner Seilbahn, a Colonia, fu installata nel 1966 e attraversa il Reno dallo Zoo fino al Rheinpark. È stata la prima funivia ad attraversare un fiume in Europa.
- La funivia attraverso il Reno a Coblenza con una capacità di 7600 persone all'ora (3800 persone per direzione).

#### Irlanda
- La funivia che unisce L'Isola di Dursey alla terraferma è l'unica di tutta l'Irlanda.

#### Italia

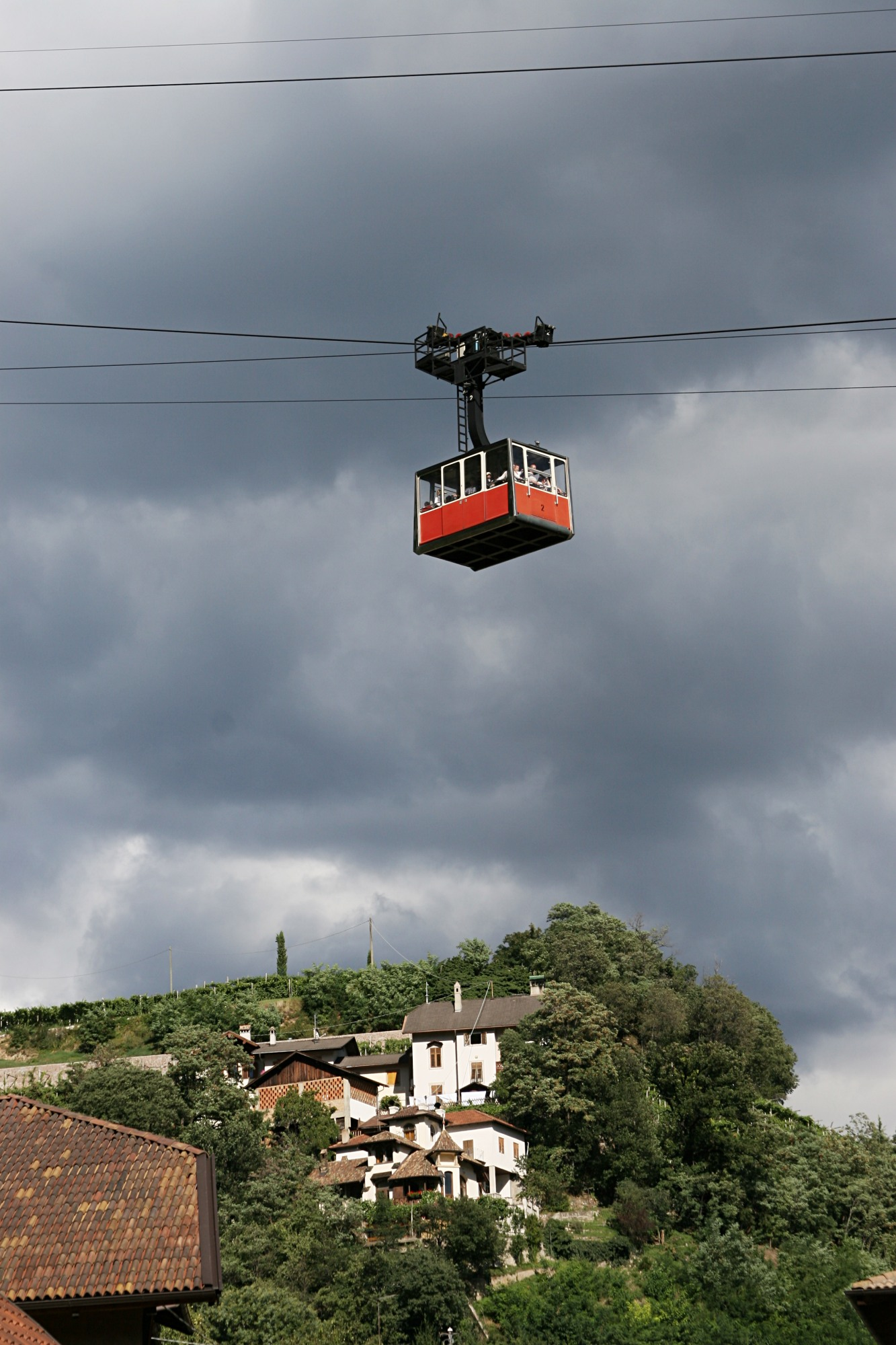
La vecchia funivia del Renon/Rittnerbahn

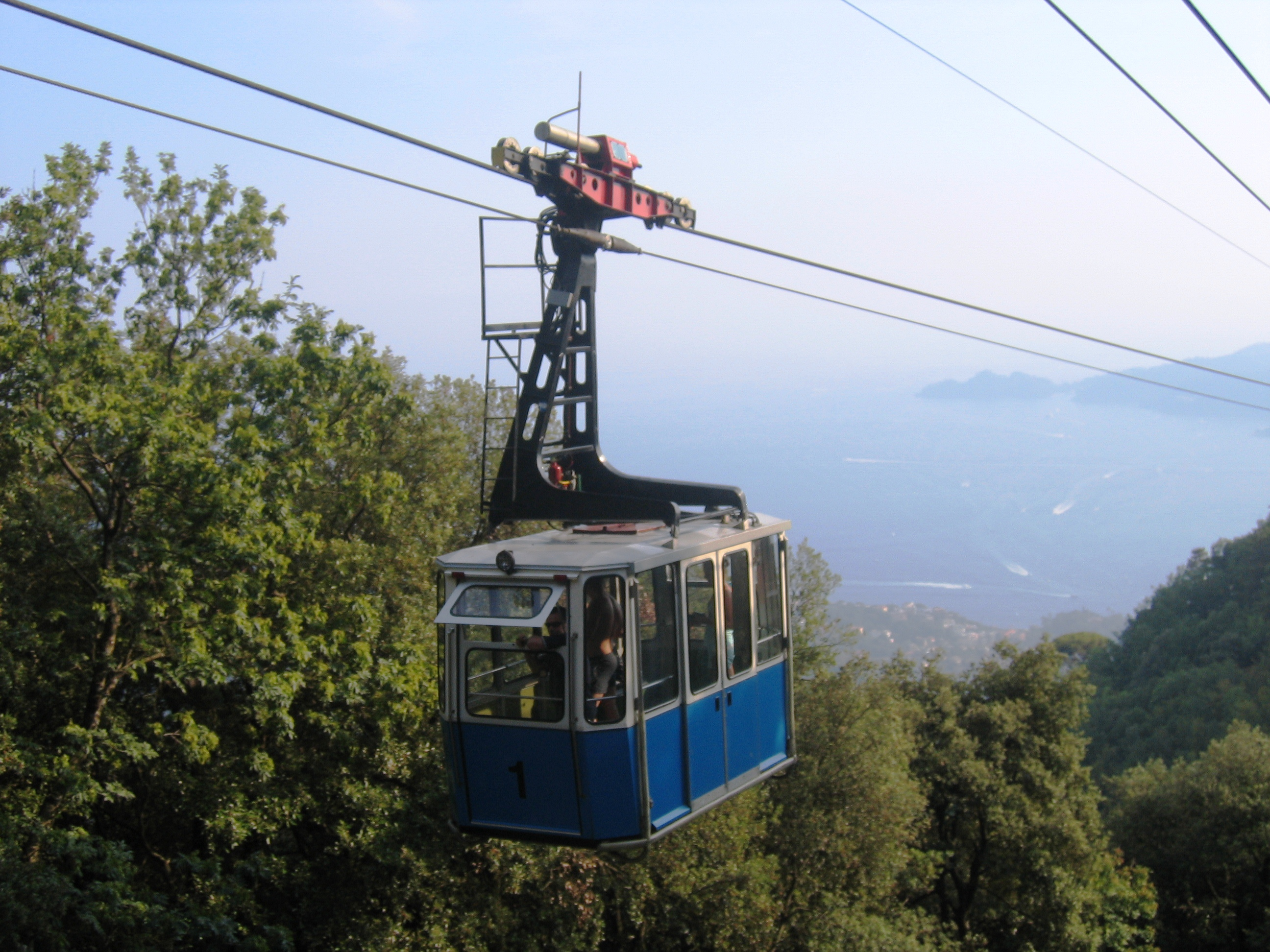
Il golfo di Rapallo fa da sfondo alla cabina della funivia per Montallegro

- La funivia del Colle a Bolzano (Kohlerer-Seilbahn) in Alto Adige, è la prima funivia al mondo adibita al trasporto di persone, costruita nel 1908, ma mal concepita e per questo motivo sostituita nel 1913 da una più moderna e ben funzionante da parte della ditta tedesca Adolf Bleichert & Co. di Lipsia.
- La Funivia Stresa-Alpino-Mottarone è un impianto di risalita, situato nel comune di Stresa, in Piemonte, Lago Maggiore (dal 2021 fuori uso per incidente)
- La funivia dei Ghiacciai attraversa in tre tratte il massiccio del Monte Bianco da Courmayeur in Italia a Chamonix in Francia. Ha una lunghezza totale di 15 km e raggiunge la quota di 3 778 m.
- La funivia del Gran Sasso d'Italia collega Fonte Cerreto, nei pressi dell'Aquila, a Campo Imperatore sul Gran Sasso. Costruita nel 1934, è stato il primo impianto a fune degli Appennini. Ha una lunghezza totale di 3 km e supera un dislivello di oltre 1 000 m.
- La funivia del Lagazuoi collega il passo di Falzarego (2 117 m) con il rifugio Lagazuoi (2 752 m), nei pressi del Piccolo Lagazuoi, nel territorio comunale di Cortina d'Ampezzo (BL)
- La funivia Malcesine-Monte Baldo collega la località di Malcesine (130 m) sul lago di Garda con il Passo Tratto Spino (1 800 m) nella zona nord del Gruppo del Baldo (il passo è comunemente e erroneamente definito Monte Baldo)
- La funivia della Marmolada collega in tre tratte Malga Ciapela (a quota 1 450 m) alla Punta Rocca della Marmolada (a quota 3 265 m). Recentemente ristrutturata, può trasportare fino a 900 persone all'ora con cabine da 70 posti.
- La funivia Sass Pordoi collega con una sola tratta il passo Pordoi a quota 2 240 m alla sommità del Sass Pordoi a quota 2 950 m in 4 minuti, con cabine "va' e vieni" da 65 posti.
- La funivia del Renon Bolzano-Soprabolzano (Rittnerbahn) in Alto Adige, era la più lunga funivia aerea nel mondo in un solo tratto (si veda il Guinness dei primati), sostituita nel 2009 da una cabinovia trifune "3S" a funzionamento continuo con sistema "pulsee".
- la funivia di San Genesio che collega San Genesio Atesino a Bolzano, in Alto Adige, costruita ed inaugurata nel 1937.
- la Funivia di Verano, tra Postal e Verano in provincia di Bolzano.
- La Funivia di Posillipo costruita nel 1940 per collegare la Mostra d'Oltremare alla collina di Posillipo. Funziona per un breve periodo a causa della guerra, poi riaperta nel 1952 rimane in uso fino al 1961 quando l'ente Mostra decide di chiuderla a causa dell'urbanizzazione della zona Cavalleggeri. Rimangono ora solamente i piloni di sostegno.
- La Funivia Ravascletto-Zoncolan collega il paese di Ravascletto (Udine), m 950 con la cima del monte Zoncolan, m 1770.
- La Funivia di Montallegro, operativa dal 1935, collega la città di Rapallo al Santuario Mariano di Montallegro a 600 m s.l.m. Completamente rinnovata nel 1951, ha una capacità di 25 persone e compie il tragitto in circa 7 minuti.
- La Funivia Sanremo-Monte Bignone è stata in funzione dal 1936 al 1981. Collegava la cittadina ligure alla vetta del Monte Bignone (1299 m) delle Alpi Liguri. Con un tracciato (su tre tratte) di oltre sette chilometri, è stata, negli anni '30, la più lunga del mondo. Cessò la sua attività nel 1981 per motivi economici.
- La funivia dell'Etna, in Sicilia, sul versante sud del vulcano; da quota 1927 m raggiunge i 2504 m s.l.m.
- Funivie nella Provincia di Lecco: funivia per i Piani d'Erna, funivia per i Piani di Artavaggio, funivia per il Pian delle Betulle (tutte attive).
- Le funivie di Oropa, in provincia di Biella (attivo il tronco inferiore).
- Funivia Argegno-Pigra, in provincia di Como (attiva).
- Funivia Albino-Selvino, in provincia di Bergamo (attiva).
- Funivia per il Pizzo Groppera, in provincia di Sondrio (attiva).
- Funivia da Chiesa in Valmalenco a Pizzo Palù, in Provincia di Sondrio (attiva).
- Funivia da Bormio a Bormio 2000, in Provincia di Sondrio (attiva).
- Funivia da Bormio 2000 a Bormio 3000, in Provincia di Sondrio (attiva).
- Funivia di Solda, provincia di Bolzano (attiva).
- La Funivia del Faito, a Castellammare di Stabia in provincia di Napoli (fuori uso per incidente)
- Funivia della Maddalena, a Brescia (attiva dal 1955 al 1969)
- Funivia Colverde-Rosetta nel comune di Primiero-San Martino di Castrozza (TN): collega la zona di Col Verde a 2000 m. (che si raggiunge da S.Martino con una cabinovia) con la cima Rosetta posta a circa 2700 metri di quota

#### Norvegia
- La Fjellheisen a Tromsø.[9]

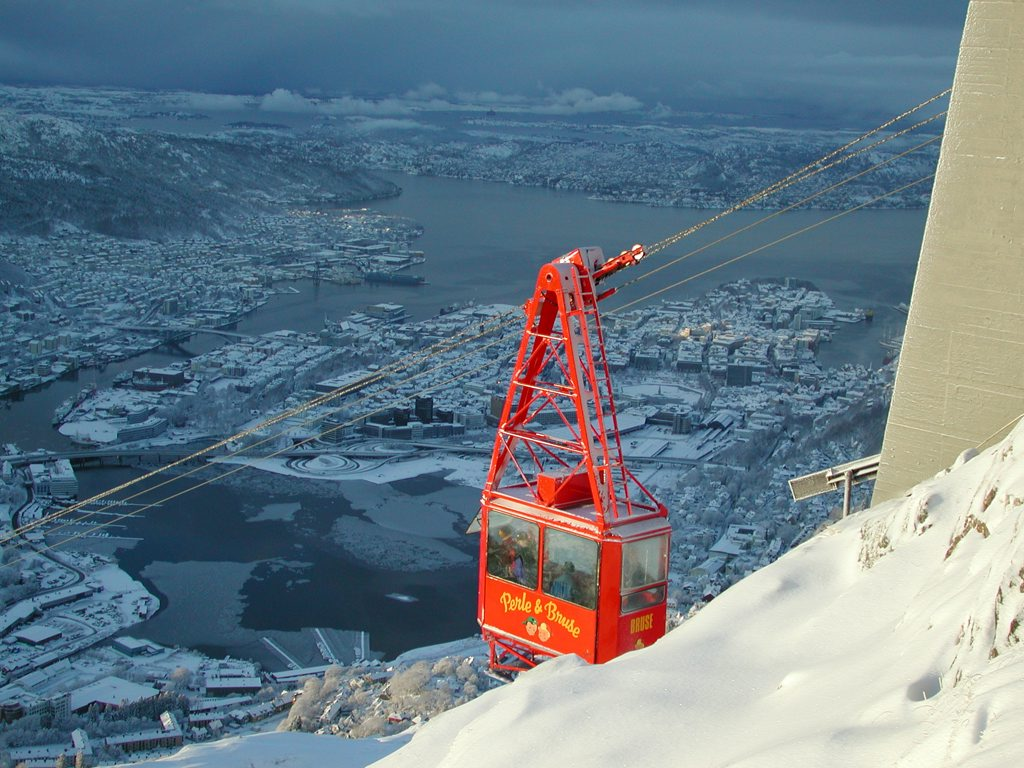
Ulriksbanen, Bergen, Norvegia

- La Krossobanen di Tinn è la più vecchia funivia aerea del Nord Europa. Fu costruita nel 1928.
- La Ulriksbanen sul monte Ulriken a Bergen.

#### San Marino
Anche il piccolo stato di San Marino ha una sua funivia, la Funivia di San Marino

#### Spagna
- Teleférico del Teide sul Pico de Teide, a Tenerife, Isole Canarie.
- Barcellona, in Catalogna. La Funivia che attraversa il porto del 1931 costruita dalla ditta Adolf Bleichert & Co. di Lipsia. Vi è un'altra più recente che va dal parco di Montjuïc fino alla cima.
- Montserrat, in Catalogna del 1930 costruita dalla ditta tedesca Adolf Bleichert & Co. di Lipsia. Ci sono anche due funicolari e una ferrovia a cremagliera.
- Dalla stazione ferroviaria di Olesa de Montserrat fino a Esparreguera, in Catalogna. Attiva dal 7 ottobre 2005 al 1° gennaio 2012.
- Teleférico de Madrid. Dal Parque del Oeste fino alla Casa de Campo.
- Funivia di Fuente Dé, nella zona dei Picos de Europa (Cantabria).

#### Svezia
- La Kabinbanan di Åre è l'unica di tutta la Svezia.

#### Svizzera
In Svizzera sono in servizio diverse funivie aeree, tra cui: 
- La funivia tra Adliswil e Felsenegg, parte del sistema di trasporto pubblico suburbano di Zurigo.
- Una in servizio sul monte Schilthorn nell'Oberland Bernese. È apparsa nel film di James Bond Al servizio di sua Maestà.

Con una lunghezza di 6391 m in quattro tratti è la funivia aerea più lunga delle Alpi e il più grande sistema di funivia aereo. Guadagna più di 2103 m di elevazione. 
Una lista completa di funivie aeree svizzere di dominio pubblico (esclusi altri tipi di sistemi di risalita aerei) è disponibile in lista di funivie aeree in Svizzera.

#### Regno Unito
Funivia da Matlock Bath alle Heights of Abraham, nel Derbyshire.

### Oceania

#### Australia
- A Katoomba ci sono due funivie. La Scenic Flyway nelle Blue Mountains del Nuovo Galles del Sud: ristrutturata nel 2004, offre una vista spettacolare, attraverso il fondo trasparente della cabina, sulla vallata posta 270 metri più in basso.[10]

## Record
- La funivia più alta del mondo è la "funivia di Mérida" in Venezuela. La stazione di partenza è a quota 1640 m e quella di arrivo a 4765 m, con un dislivello di 3125 m.[11]
- La funivia più alta d'Europa è la "funivia del Piccolo Cervino" in Svizzera. Partendo da Zermatt, raggiunge la quota di 3 820 metri.
- La tratta unica più lunga d'Europa e del mondo è quella della funivia di Tatev in Armenia, inaugurata il 16 ottobre 2010. La distanza tra le due stazioni è di 5 750 metri.